# 彭华 (1956年)
彭华（1956年1月2日—2018年1月8日），安徽砀山人，享受国务院政府特殊津贴专家，中山大学教授。

## 生平
1982年毕业于安徽师范大学地理系，同年分配至宿州师范专科学校（现宿州学院）任教。1992年至1995年任广东省仁化县丹霞旅游经济开发试验区管理委员会主任助理。1995年起任教于中山大学地理科学与规划学院（原城市与资源规划系）。2018年1月8日，因病在广州去世，享年62岁。

## 学术贡献
彭华教授曾独立主持20多个省级、市级和县级旅游发展规划，40多个世界自然遗产地、国家级风景区、地质公园及各类旅游区的规划设计。2003年至2004年成功主持丹霞山申报世界地质公园，主持的《丹霞山丹霞地貌风景资源可持续利用研究》成果获2006年教育部科技进步二等奖和2007年广东省科技进步二等奖。主持完成的《中国丹霞申报世界自然遗产》项目获广东省人民政府记一等功，浙江省人民政府、江西省人民政府特别贡献奖，南方六省联合申遗领导小组杰出贡献奖。

## 社会兼职
- 国际地貌学家协会红层与丹霞地貌工作组主席
- 中国地理学会红层与丹霞研究工作组主任
- 国家住建部世界遗产专家委员会委员
- 中国丹霞世界遗产专家委员会主任
- 全国丹霞地貌旅游开发研究会理事长
- 丹霞山世界遗产、世界地质公园、国家级风景名胜区总工程师